# Ceropegia burgeri
Ceropegia burgeri är en oleanderväxtart som beskrevs av Michael George Gilbert. Ceropegia burgeri ingår i släktet Ceropegia och familjen oleanderväxter. Inga underarter finns listade i Catalogue of Life.